# Kleider machen Leute (novella)
Kleider machen Leute ("Gli abiti fanno le persone") è una novella dello scrittore svizzero dell'Ottocento Gottfried Keller. Facente parte del secondo volume della raccolta di novelle intitolata Die Leute von Seldwyla ("La gente di Seldwyla"), fu pubblicata per la prima volta nel 1874.

## Premessa
Seldwyla è una città svizzera immaginaria, luogo ove si svolgono i fatti narrati nelle novelle del ciclo. Ecco come la città viene descritta dall'autore:
((DE)  Gottfried Keller: Sämtliche Werke, Bd. 7 und 8, hrsg. von Jonas Fränkel, Rentsch-Verlag, Erlenbach-Zürich und München 1927.)
Tuttavia, nella sua premessa al racconto in questione, Keller descrive gli abitanti di questa città come particolarmente versati nell'attività speculativa delle incessanti e frenetiche negoziazioni in titoli di qualsiasi tipo, paragonando la città, per questa particolare abilità e versatilità dei suoi abitanti in questo campo, a quello che era l'Engadina per i pasticceri, il Canton Ticino per gli stuccatori e la Savoia per gli spazzacamini. Persone di poche parole, gli abitanti di Seldwyla, ridono raramente e non perdono tempo a immaginare storielle divertenti ed altre amenità. Essi non vogliono saperne di politica, che, secondo loro, conduce spesso a guerre, che loro, essendo da poco arricchiti, temono più del diavolo.

## La novella

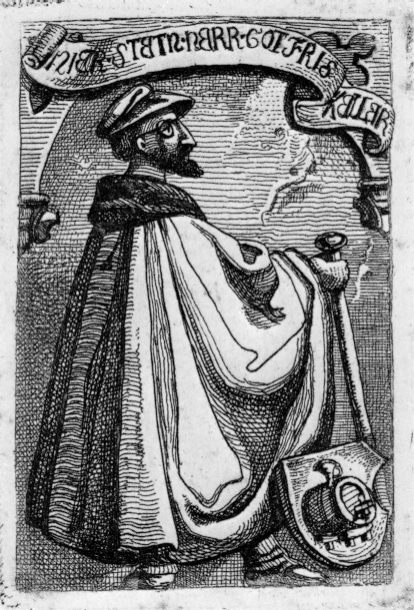
Gottfried Keller, studente di arte a Monaco, con mantello a ruota

### Da sarto a conte
Protagonista del racconto è un giovane sarto della Slesia, Wenzel Strapinski, il quale, rimasto disoccupato a causa del fallimento dell'atelier presso il quale prestava la propria opera, si mette a girovagare attraverso l'Europa, giungendo infine, in una grigia giornata di novembre, nella città di Seldwyla, affamato e senza più un quattrino in saccoccia (ove gli è rimasto l'ultimo ricordo del suo mestiere: un ditale). Nel cercar di trovare una soluzione ai suoi problemi più impellenti, pensa anche all'accattonaggio, tuttavia l'idea viene subito scartata: egli infatti indossa, sopra un vestito leggero, un pesante mantello a ruota di eccellente ed elegante fattura e calza in testa un bel berretto di pelliccia, abbigliamento irrinunciabile per l'incipiente inverno, ma del tutto inidoneo a dargli credibilità come mendicante. Sedutosi un attimo per riposarsi sull'esterno di un'elegantissima carrozza, viene invitato dal sopraggiunto cocchiere, ad accomodarsi all'interno. Considerato che sta iniziando a piovere, Wenzel non se lo fa ripetere e sale su questo lussuoso mezzo, sulle porte del quale vi è anche il ricco disegno di uno stemma nobiliare. Appena salito Wenzel, il cocchiere frusta i cavalli e a gran carriera esce dalla città e in un'oretta giunge all'arco della porta della città vicina di Goldach (anch'essa immaginaria come Seldwyla, n.d.r.) ed entra in città fermandosi di fronte all'ingresso del miglior albergo-ristorante della città, lo Zur Waage ("Alla bilancia"). Qui, ritenendo terminato il suo "soggiorno" gratuito al coperto, Wenzel scende per andarsene e riprendere il suo vagabondare, ma scopre di non poterlo fare. L'arrivo di una carrozza così elegante ha stimolato la curiosità di coloro che erano nelle vicinanze e tra lo sportello della carrozza e l'ingresso dell'albergo si è radunata una piccola folla ansiosa di veder scendere il gran signore che viaggia su un simile, lussuoso mezzo. Appena messo piede a terra, Wenzel viene quasi sospinto dagli astanti verso l'ingresso del ristorante e vi si trova dentro prima di aver deciso sul come andarsene.
Il personale dell'albergo, titolare in testa, avendo visto la carrozza con cui Wenzel è giunto e l'abbigliamento di cui è vestito, decide che senz'ombra di dubbio deve trattarsi di un gran signore (e quindi di un gran cliente!) per cui fanno tutti a gara per metterlo a suo agio e preparargli quanto di meglio la casa può offrire; la sua incertezza viene scambiata per signorile riservatezza e la sua ritrosia per rispetto dell'etichetta. Gli viene così imbandito un lauto pranzo e in un primo tempo Wenzel si contiene, sbalordito da tanta fortuna, ma poi decide di seguire la corrente favorevole in cui il destino lo ha posto e dà sfogo al suo appetito. È uso che in quel locale si riuniscano tutti i pomeriggi alcuni maggiorenti della città per giocare una partita a carte e prendere il caffè. Wenzel viene invitato al tavolo e i signori presenti fanno a gara nell'offrirgli i migliori sigari e le migliori sigarette, finché viene invitato, insieme agli altri, dal Consigliere ad assaggiare il mosto del nuovo vino nella casa dov'è il suo vigneto. A Wenzel vengono affidate le redini della carrozza che porta anfitrione e invitati a destinazione e il modo con cui egli padroneggia la condotta del mezzo convince ancor più gli astanti che si tratta di persona di alto lignaggio (in realtà egli aveva imparato a condurre carrozze e relativi cavalli durante il servizio militare). Nella casa di campagna del Consigliere si riprende il gioco a carte, un gioco prevalentemente d'azzardo, con puntate in denaro. Invitato a partecipare al gioco, Wenzel si schermisce e quindi gli si chiede comunque di assistervi. Egli conosce bene il gioco, per aver assistito a numerose partite giocate dall'ufficiale cui faceva da attendente durante il servizio militare e alcuni suoi commenti molto pertinenti convincono i presenti a insistere affinché partecipi anche lui: al suo schermirsi, con il pretesto di non avere con sé contanti, rimedia l'amministratore di una grossa filanda, Melchior Böhni, che gli fa prestito della somma necessaria. Le smazzate si susseguono con alterne fortune per Wenzel (e il Böhni interviene un paio di volte per imprestargli le somme perdute) ma alla fine la fortuna volge dalla sua e Wenzel termina il gioco con una grossa somma in tasca, avendo anche già pagato il debito verso il suo creditore. Il quale è l'unico a notare che le dita di Wenzel sono piene di piccole cicatrici da punture, esattamente come si presentano quelle di chi maneggia spesso l'ago da cucito, ma non fa parola ad alcuno della sua scoperta.
Sciolta la compagnia per tempo scaduto, Wenzel si avvia a piedi verso l'albergo, quando incontra il Consigliere accompagnato dalla figlia Nettchen, una giovane in età da marito molto carina. Il consigliere gliela presenta e lo invita a casa sua, dove già vi sono gli altri amici. Così egli si trova a cenare a casa del Consigliere, seduto a tavola al posto d'onore, con a fianco la bella Nettchen. Al termine della cena qualcuno si esibisce in canti che erano di moda negli anni trenta e a Wenzel tutti chiedono di cantare una canzone polacca. Egli conosce solo una canzonaccia da osteria, due strofe di quattro versi cadauna, che aveva imparato a memoria a forza di sentirla cantare quando, in servizio militare, si trovava in Polonia, ma del cui significato non ha mai avuto la più pallida idea. Così, arrossendo, si esibisce anche lui in un canto, ottenendo grandi applausi, senza che per sua fortuna nessuno degli astanti, che non conoscendo il polacco non ne hanno capito un'acca, gli chieda la traduzione. Dice infatti la canzone, tradotta in lingua tedesca:
(Da Kleider machen Leute)

### Una bugia per necessità e conseguenze
Tornato in albergo, scopre di non aver più con sé quel poco di bagaglio che si portava dietro e nel quale vi erano tutti gli attrezzi per la toilette giornaliera, presumibilmente dimenticato nella carrozza con la quale era giunto al mattino all'albergo. Alla proposta del titolare di mandare qualcuno a cercare il cocchiere sparito, egli oppone un netto rifiuto, sostenendo di preferire che per un po' di tempo si perdano le proprie tracce, il che conferma ancor di più l'oste nella convinzione che Wenzel sia un nobile polacco, sfuggito alle autorità del suo martoriato paese, a quei tempi spartito tra Russia, Prussia e Impero Austroungarico, agitato da continue rivolte patriottiche. L'oste naturalmente si preoccupa di far saper il tutto a chi di dovere e il mattino seguente, dopo una buona dormita, Wenzel si trova sul comodino da notte un necessaire completo e nuovo, cui si aggiungono biancheria fresca e abiti, doni dei nuovi amici del giorno prima.
Come in un bel sogno, Wenzel si aggira per le vie di Goldach, guarda meravigliato le ricche dimore decorate con stemmi. Ecco che vede passare una carrozza condotta dalla bella figlia del Consigliere, che lo saluta amabilmente. Quest'incontro segnerà il suo destino.
Tormentato dai debiti, egli decide nuovamente la sorte e partecipando a una lotteria riesce a vincere una considerevole somma, che gli consentirebbe di andarsene e ripagare da lontano i suoi debiti.
Vestito elegantemente in nero, egli compare a una festa da ballo, annunciando di dover partire. Alle sue parole la bella Nettchen cambia colore, gli nega la danza e lascia la sala. Egli la segue e cerca di calmarla e non appena le tende le braccia, lei gli si avvinghia al collo piangendo.
Qualche giorno dopo Wenzel si reca dal Consigliere per chiedergli la mano della figlia e il padre acconsente, raccontandogli che la figlia aveva fin da piccola desiderato sposare un polacco o un grande pianista e che fino ad allora ella aveva respinto ogni pretendente del luogo e che lui aveva nuovamente dovuto rispedire a casa il saggio, capace e ricco Melchior Böhni, che lei aveva sempre respinto solo perché porta dei favoriti rossi e fiuta tabacco da una tabacchiera d'argento. Si rallegra quindi del fatto che ella, sposandolo, diverrà contessa.

### Smascherato

La dea Fortuna come insegna

Il fidanzamento viene celebrato il più presto. Essendo ancora inverno, Wenzel invita l'alta società di Goldach in un locale fuori città, tra Goldach e Seldwyla, dotato di sala da ballo, da raggiungersi in slitta. L'organizzazione della festa gli costa la metà di quanto ha vinto alla lotteria e l'altra metà la spende per il regalo di fidanzamento a Nettchen. Così si forma un convoglio di slitte, che, essendo periodo di carnevale, sono tutte riccamente decorate e in testa alle quali vi è la slitta dei fidanzati, denominata Fortuna, dal nome della dea romana. Chiude il corteo la semplice slitta di Melchior Böhni, che rientra da Seldwyla ov'era stato impegnato.

Il caprone stilizzato come insegna

Nello stesso tempo ecco arrivare da Seldwyla un corteo di slitte addobbate come carri allegorici: una colossale Fortuna, seguita da un enorme caprone, da un gigantesco ferro da stiro, un'altrettanto gigantesco paio di forbici, con sopra una tavola recante il motto  Leute machen Kleider ("La gente fa i vestiti") e l'ultima slitta, ove sotto il motto Kleider machen Leute ("I vestiti fanno la gente") si trovano imperatori, re ed altri dignitari, tutte persone in costume. Si tratta palesemente di un corteo mascherato di membri della corporazione dei sarti di Seldwyla. Questi chiedono ai partecipanti al fidanzamento il permesso di esibirsi in una danza, permesso che viene loro accordato. Solo nella mente di Wenzel s'insinua un oscuro presentimento, mentre Melchior Böhni gli si avvicina e dichiara ad alta voce che si tratta di un gruppo originario di un'altra città, Seldwyla.

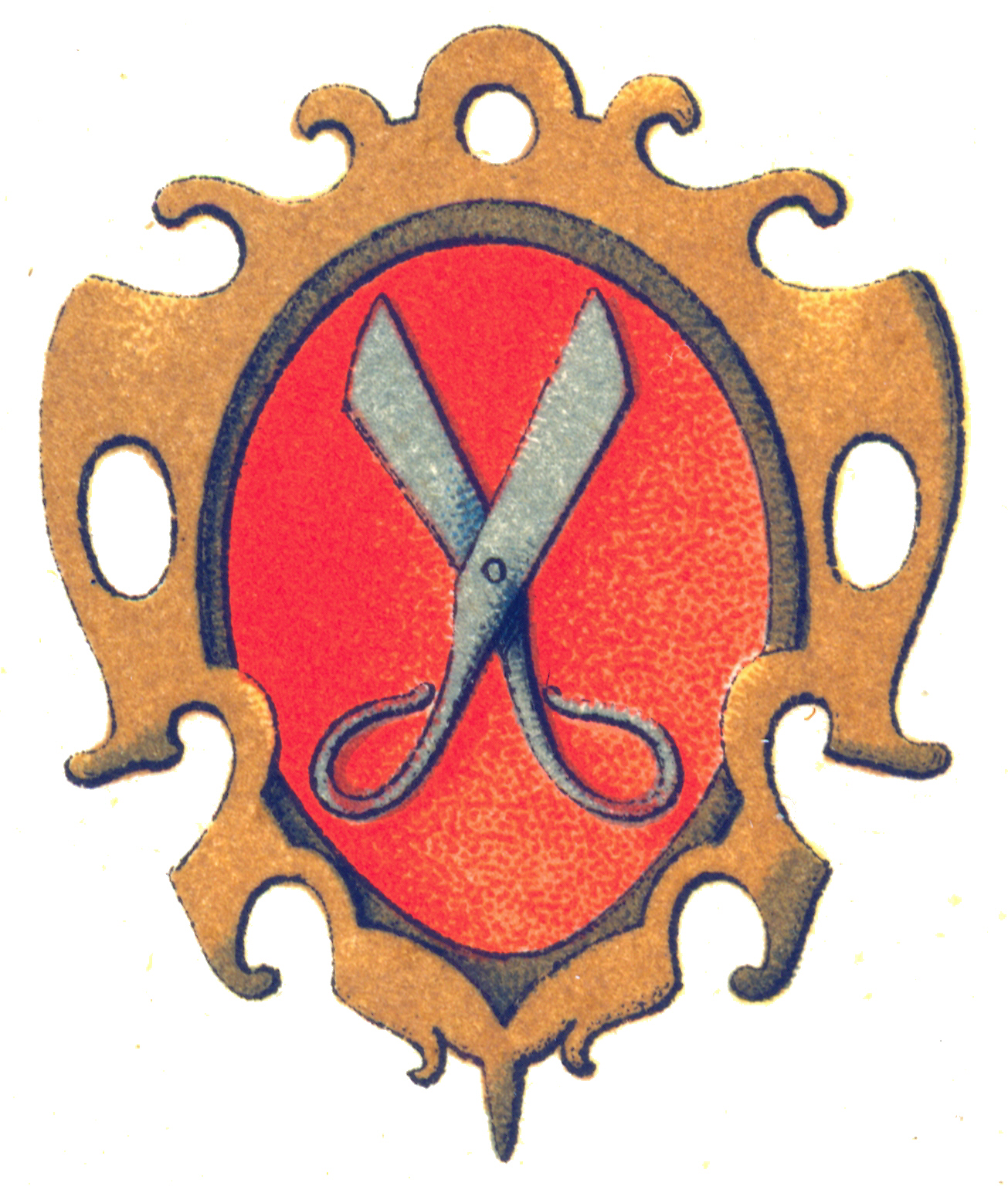
Arma della Corporazione dei sarti

Divertiti, gli ospiti del ballo di fidanzamento seguono la pantomima dei seldwylesi. Essa inizia con un innocente elogio dell'arte della sartoria, che rende imponenti figure insignificanti. Quindi entra un ballerino in costume da Strapinski, prima con un mantello a ruota e un cappello di pelliccia, quindi con una giacca da conte, che egli stesso indossa, mettendosi a camminare impettito come un uomo del gran mondo. Qui si ferma improvvisamente la musica quindi il ritratto vivente si para innanzi a Wenzel e lo apostrofa nel sopravvenuto silenzio di tomba:
(da Kleider machen Leute)
Per giunta il sarto stringe innocentemente la mano al suo ex collaboratore, poi riprende il suo posto in fila con gli altri seldwylesi, la musica riprende e il "treno" dei sarti marcia cantando.
La coppia di fidanzati è rimasta seduta rigida come una statua egizia. Si alza per primo Wenzel, che, pallido come un morto, attraversa lentamente la folla degli ospiti, che nel frattempo si sono alzati e, senza guanti né cappello, esce dal locale nella notte. Egli imbocca la strada nella direzione di Seldwyla. Appena riesce a mettere ordine nei suoi pensieri, svanisce il sentimento di gigantesca vergogna, lasciando il posto a quello di chi ha patito un'immeritata ingiustizia: era stata la stoltezza del mondo a imporgli il ruolo di conte. Prima per fame, poi per amore si era lasciato spingere indifeso e ora faceva la figura del traditore. Tutto ciò egli riconosce come obiettivo e, pensando alla perduta Nettchen, incomincia a piangere. Non appena si avvicina il convoglio di fiaccole, scampanellii e risate dei seldwylesi che rientrano a casa, egli balza di lato, cade, giace nella spessa coltre di neve e si addormenta.
Nettchen è rimasta seduta fino a che tutti gli ospiti se ne sono andati, quindi si alza e si mette a piangere. Le amiche le portano mantello e copricapo. Ella si asciuga le lacrime e si guarda intorno adirata. Böhni le si avvicina umilmente, sorridendo, e si offre di accompagnarla a casa. Senza degnarlo di una risposta, ella sale sulla sua slitta con accanto a sé guanti e cappello di Wenzel, che ha raccolto alzandosi come in un sogno, e lancia i cavalli in un furioso galoppo nella direzione di Seldwyla. Poco dopo rimette i cavalli al passo e aguzza il suo sguardo sui bordi della strada illuminati dalla luna. Trova presto Wenzel, che respira debolmente, il quale implora il suo perdono, ma lei lo costringe a salire sulla slitta, con cui giunge tosto a casa sua, dove porta il povero sarto, e chiede alla domestica di preparargli un forte caffè.

### La richiesta di spiegazioni
Ora Wenzel si trova interrogato da quattro occhi. Egli racconta come, rimasta vedova la madre quando lui era ancora bambino, ella era entrata a servizio di una ricca vedova, che, alcuni anni dopo si trasferì in città, offrendo a sua madre di portar con sé Wenzel, allora sedicenne, allo scopo di dargli una buona formazione. Lui accettò di mala voglia e, dopo aver condotto un periodo di apprendistato presso un sarto locale, era entrato come volontario nell'esercito. Rientrato in paese per una breve licenza, scoprì che la madre era morta da poco.
Egli racconta inoltre come la figlia della signora, una ragazzina di sette anni, alla quale egli faceva da custode, gli si avvinghiasse spesso al collo e non volesse mai che lui la lasciasse. Quando lui se n'era andato, ella si era adirata e si era messa a piangere. A questo racconto entrambi si riconoscono nei due giovani di cui Wenzel narra e Nettchen lo abbraccia dicendo: «Io non ti lascerò mai più! Tu sei mio e io voglio stare con te a dispetto di tutto il mondo!»

### Da conte a sarto
Nettchen prende in mano le redini del prossimo futuro. I due si trasferiscono in due alberghi diversi, a Seldwyla. Il giorno successivo il Consigliere si reca da Nettchen, accompagnato da Böhni, per convincere Nettchen a sposare il ricco amministratore di filande. Ma Nettchen, divenuta ormai maggiorenne, si rifiuta e Wenzel, non più timido, l'aiuta. La giovane assume un avvocato, che esorta all'avvedutezza e rimanda i rivali a casa. Tra gli abitanti di Seldwyla corre quindi voce che un grosso patrimonio, l'eredità materna di Nettchen, sta per venire nella città, e la simpatia dei cittadini cambia in favore dei due innamorati. Davanti agli alloggi separati dei due viene istituito un servizio di guardia e quando Böhni, qualche ora più tardi, torna accompagnato da poliziotti di Goldach, «…sembrerebbe che Seldwyla stia per diventare una nuova Troia». Ma ciò non accade, intervengono personaggi di alto livello per una mediazione. Ma la situazione giuridica è chiara: nessuno può impedire a Wenzel e Nettchen di fare le pubblicazioni per il loro matrimonio.
Da ulteriori indagini risulta che Strapinski non può essere considerato colpevole di alcunché e firma sempre con il suo nome. Egli diviene il sarto preferito della città. Tuttavia, anni dopo, la coppia, con una schiera di figli e con il proprio patrimonio, torna a Goldach.

## Sull'opera

### Genesi e sfondo
Già dall'età di 17 anni a Keller piaceva la figura della "Avversione per il millantatore", come la incontrò nel romanzo marinaresco del Captain Marryat

La storia di un signorile cocchiere che invita al viaggio un sarto compare in una breve, anonima novella del 1847 attribuita a Keller. Come "padrino letterario" di Kleider machen Leute vi sono pure, oltre le Fiabe del focolare, dei Fratelli Grimm, la novella di Clemens Brentano, Das Märchen vom Schneider Siebentot auf einen Schlag, quella di Ludwig Tieck, Leben des berühmten Abraham Tonelli (un millantatore sarto), come quella di Wilhelm Hauff, Das Märchen vom falschen Prinzen ("La fiaba del falso principe") e la satira letteraria Der Mann im Mond.
Inoltre i biografi di Keller indicano casi di millanteria effettivamente verificatesi, che durante la lunga "incubazione" della novella in patria, destarono scalpore. In un caso un conte polacco esiliato giocò un suo ruolo, tuttavia come vittima, in altri casi, senza riferimenti ai polacchi, un sarto, che si presentava come conte e si prese gioco di una intera località, per cui questa, in una rappresentazione in occasione del carnevale, fu presa in giro
È convinzione unanime in proposito, che Keller abbia modificato decisamente sia i motivi letterari che quelli reali e che abbia collocato la novella nella cornice di una trama totalmente nuova: Kleider machen Leute non si basa, a differenza dell'altra sua famosa novella Romeo und Julia auf dem Dorfe, su alcun evento realmente accaduto.

Stemmi polacchi 1863/64

Non si sa quando la scrittura della novella fu effettivamente terminata. Keller, dal  1863 al 1865 fu segretario del Schweizerisches Zentralkomitee für Polen (Comitato svizzero centrale per la Polonia), una organizzazione politico-umanitaria di soccorso, che fu creata in occasione dello scoppio della rivolta di gennaio polacca. A questo incarico dovette presumibilmente egli l'ultima spinta per la stesura della novella. Egli lo confrontò con il destino degli emigranti polacchi, e i giovani con i più anziani; ma già nel 1831, dopo la disfatta della rivolta di Novembre, la Svizzera ricevette un'ondata di profughi polacchi.
La storia del falso conte polacco si svolge in questa prima fase. Gli ospiti alla tavola del Consigliere cantano una canzone di moda degli anni trenta e la parentesi del narratore dice che anche in quei tempi molti polacchi e altri profughi furono espulsi a causa delle violente attività del Paese; altri furono individuati da agenti stranieri e circuiti. Tali espulsioni ebbero luogo dopo il 1831.
Al contrario, negli anni 1863/64 vennero al potere i liberali e il reclutamento dei combattenti fu tollerato e furono perfino fornite armi ai rivoluzionari. In effetti, con la collaborazione di Keller, vennero smascherati due agenti stranieri, traditori, che si erano inseriti nel comitato della Svizzera per la Polonia. Di questo vi sono però nella novella solo piccole tracce. La tragica storia della guerra di liberazione polacca modella lo sfondo storico di meno che, al contrario, dell'entusiasmo per i fatti polacchi nella borghesia europea, con una  mescolanza di romanticismo e l'ammirazione nostalgica dell'aristocrazia.

### Struttura: parere ed essere
L'intreccio della novella è quello del tipo commedia degli equivoci. È ben vero che gli abitanti di Goldach il giorno dell'arrivo di Strapinski non aspettano nessuno in particolare (come nel film commedia omonimo di Helmut Käutner), però essi vivono nella continua attesa di eventi romantico-emozionanti, che la loro facoltosa esistenza, condizionata dallo stile Biedermeier, ripone negli avvenimenti del gran mondo e conferisce loro splendore.
L'elegante carrozza, il ben vestito viaggiatore, tutto corrisponde a questa attesa così bene, che solo un diffidente nato (e innamorato respinto) come Böhni, si accorge delle cose, che non sono coerenti con il quadro che tutti si sono fatti. Al contrario il lettore sa fin dall'inizio chi si siede nella lussuosa carrozza e si diverte con la reazione a catena dell'illusione e ha intenzione di veder succedere tutto ciò che deve succedere. Ma dopo che si è rivelato il falso sogno e la viziata figlioletta Nettchen si è rivelata come risoluta salvatrice, decisa a difendere la sua scelta amorosa, egli si deve chiedere se effettivamente sapeva, chi in effetti era seduto nella carrozza. Ha previsto il lettore, che nel damerino Wenzel si nasconde un uomo in gamba, nel ballerino da sogno un avveduto commerciante?
L'autore-narratore gioca consapevolmente con il doppio senso del proverbio Kleider machen Leute che vuol dire, che il mondo troppo volentieri ama ingannarsi (Mundus vult decipi) e con il riconoscimento che si è colpevoli di attribuire valore all'aspetto esteriore. Wenzel, il sincero, si avvolge, nostalgico di una persona degna, in un mantello a ruota; John Kabys, un vanitoso speculatore e protagonista di Der Schmied seines Glückes (L'artefice della propria fortuna), ricoperto di chincaglieria alla moda.
L'ultima novella segue nella serie delle Storie di Seldwyla direttamente a Kleider machen Leute, potendo stare entrambe sotto il proverbio: Wenn zwei das gleiche tun, ist es noch lange nicht dasselbe.
Wenzel non è un artefice tale, che voglia coartare la fortuna con abile manipolazione. Il suo modo di agire non è calcolatore come il suo antagonista Melchior Böhni. Egli ha qualcosa di un Hans im Glück, di Grullo nella favola L'oca d'oro o del sempliciotto garzone artigiano nella storia  Kannitverstan di Hebel, che fa della sua incapacità di capire in Amsterdam un'esperienza che lo rende felice e contento.

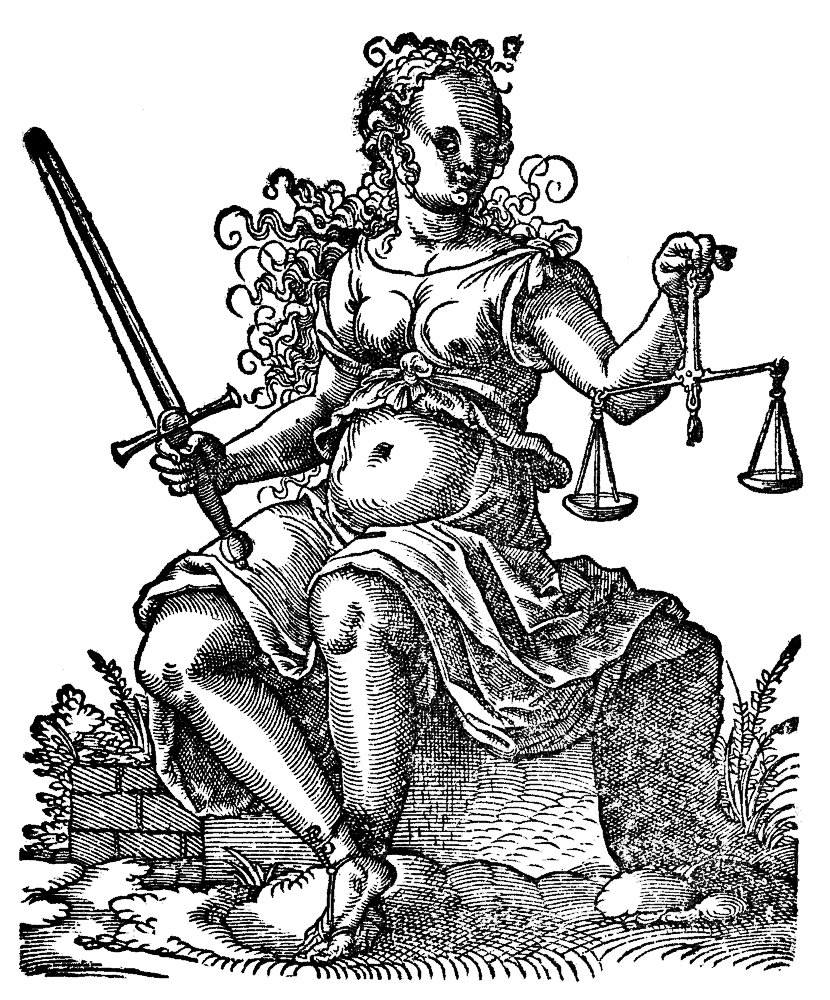
Giustizia con la bilancia

Così Wenzel a Goldach prende i nomi dei casati e i motti della facciate alla lettera e crede che gli paia dietro ogni porta effettivamente ciò che lo scritto indica. L'insegna dell'albergo Zur Waage (Alla bilancia) significa per lui il segno premonitore di una favorevole compensazione del destino, mentre il narratore, alla medesima insegna, attribuisce ben altro significato: Wenzel scivola nel pericolo, il suo destino è in bilico, un falso movimento e il suo piatto della bilancia scende più giù che mai.
Ma Wenzel riconosce ciò con debole intuizione nella notte insonne. L'iridescente ambiguità dei simboli e delle figure preoccupa continuamente il narratore. Egli pone anche nella bocca della protagonista femminile un'idea in proposito:
(Nettchen nella sua ricerca notturna)
Apparentemente suona promettere fortuna il nome della slitta di Böhni, La piscina di Betzaeta. Ben altro di ciò che si attende il paralitico del Nuovo Testamento (Vangelo secondo Giovanni, 5, 2 e segg.), attende invano il paziente intrigante nella slitta la sua salvezza. Anche il nome Goldach si aggiunge a questo esempio: «Come dalla combinazione di "oro" e "aah", da una splendente doratura, sotto l'esclamazione di dolore "aah" che esprime una situazione precaria»..
Lo stile di scrittura di Keller è stato definito araldico. I suoi testi sono policromi e variegati alludendo ad altri testi composti, come gli stemmi dai disegni. Nulla in proposito è casuale o più semplicemente decorativo. Ogni particolare è logico e favorisce la conoscenza e la capacità di deduzione.
Tuttavia la favola Kleider machen Leute è così semplice e così fondamentalmente umana, che anche i bambini la possono capire, a condizione di avere una buona guida linguistica.

## Adattamenti

### Cinema
- Kleider machen Leute, film del 1921 diretto da Hans Steinhoff.
- Kleider machen Leute, film del 1940 diretto da Helmut Käutner con Heinz Rühmann nella parte di Wenzel.
- Kleider machen Leute, film TV del 1962 diretto da Paul Verhoeven.

### Opere liriche
- Alexander von Zemlinsky: Kleider machen Leute, tre stesure composte tra il 1907 e il 1922, rappresentate nel 1910 a Vienna e nel 1922 a Praga.
- Joseph Suder: Kleider machen Leute, composta fra il 1926 e il 1934, rappresentata per la prima volta a Coburgo nel 1964.
- Marcel Rubin: Kleider machen Leute, composta tra il 1966 e il 1969 come suite per orchestra, rappresentata a Vienna nel 1973.

### Teatro
- Georges Schehadé: L'habit fait le prince, pantomina del 1957, scritta per Jean-Louis Barrault, che tuttavia non la realizzò. Il testo, liberamente tratto dall'opera di Gottfried Keller, è uscito per i tipi di Gallimard nel 1973.
- Gertraude Röhricht: Kleider machen Leute. Ein fröhliches Spiel frei nach der gleichnamigen Novelle von Gottfried Keller., Mitteldeutscher Verlag, Halle (Saale), o. J. [1950].